# Österslöv
Österslöv is een dorp in de gemeente Kristianstad in de provincie Skåne in Zweden. Het dorp heeft een inwoneraantal van 414 en een oppervlakte van 51 hectare (2010).